# ディミトリ・ザイキン
ディミトリ・ザイキン（Dmitri Alekseyevich Zayikin、1932年4月29日- 2013年10月20日）は、ロシアのロストフ州エカテリノフカ出身の宇宙飛行士訓練者である。
1955年にアルマヴィルのMilitary Fighter Pilot Schoolを卒業し、1960年に最初の宇宙飛行士候補20人に選ばれ、訓練を受けた。
ザイキンはボストーク2号のバックアップの船長となった。1968年にはモリノのZhukovsky Military Engineering Academyを卒業した。1969年10月25日には、ソユーズ計画に向けた訓練中だったが、胃潰瘍のために訓練を外れた。その後、ガガーリン宇宙飛行士訓練センターの教官、技術者となった。
1982年には宇宙開発計画から外れ、1987年には軍を退役した。
既婚で、2人の子供がいる。